# 氧化铁
三氧化二铁，或称氧化铁，化学式Fe2O3，是铁锈和赤铁矿的主要成分。铁锈的主要成因是鐵金屬在杂质碳的存在下，與環境中的水份和氧氣反应，鐵金屬便會生鏽。

## 性質

### 化學性質

#### 鋁熱反應
鋁與氧化鐵和氯酸钾组成的铝热剂混合後由镁条点燃，放出大量的热，生成氧化铝和鐵。請注意：此化学反應將造成爆炸。
{\displaystyle {\rm {2Al+Fe_{2}O_{3}{\xrightarrow {\Delta }}Al_{2}O_{3}+2Fe}}}

#### 碳還原性
氧化鐵可以與碳混合後加熱，生成鐵和二氧化碳。
工业上常用焦炭和焦炭不完全燃烧产生的CO还原赤铁矿，以产生生铁（含0.03%-2%的碳）。
{\displaystyle {\rm {2Fe_{2}O_{3}+3C{\xrightarrow {\Delta }}4Fe+3CO_{2}\uparrow }}}
{\displaystyle {\rm {Fe_{2}O_{3}+3CO{\xrightarrow {\Delta }}2Fe+3CO_{2}\uparrow }}}

## 加速氧化成因
- 離子化合物和水的存在：如果鐵金屬接觸到離子浓度高的水溶液，鐵金屬便會生銹。因為離子化合物是電解質，會促進金屬中電子的釋放，導致生鏽。例如近海區域有海水微滴，海水含有氯化鈉，氯化鈉是離子化合物，會令鐵金屬快速氧化。即便只有水，也會很快吸附空氣中的二氧化碳等酸性氣體，加速氧化。此外，很多不鏽鋼通過形成保護性氧化層，從而對形成氧化物有很好的抵抗作用，但對形成氯化物的抵抗能力卻比較差。
- 酸性化合物的存在：工廠會排出酸性氣體，這些酸性氣體會令鐵金屬生銹。因為酸性氣體與空氣中的水分結合會變成電解質。
- 高溫：溫度較高時，鐵金屬便會生銹。
- 經刮擦或凹凸扭曲的表面：若鐵金屬被刮擦或凹凸扭曲，鐵金屬便會生銹。因為凹凸表面容易積聚电子。
- 與活潑性較低的金屬接觸：若鐵金屬與活潑性較低的金屬接觸（例如錫和銅），鐵金屬便會生銹。

## 防止氧化
- 塗上油漆，塑料，油，油脂
- 覆蓋其他金屬，例如鋅等

## 檢驗氧化程度
利用鐵氰化鉀與酚酞混合得到鐵鏽指示劑，遇到Fe2+離子會變藍色（普魯士藍），檢驗氧化金屬的氧化程度。
用色度計分析深藍色的Fe4[Fe(CN)6]3，可以算出起始的Fe2+離子的物质的量。

## 用途

### 礦業
礦工利用包含氧化鐵的赤鐵礦來煉鐵，以製備鋼鐵、合金等。

### 顔料
氧化鐵帶紅色，常被人們拿來做顔料。威尼斯紅、赭石等顔料裏面的主要成分為氧化鐵。

## 參看
- 赤鐵礦
- 威尼斯紅（氧化鐵顏料）